# Roy DeMeo
Roy Albert DeMeo ( /dəˈmeɪoʊ/; 7 de septiembre de 1940 – 10 de enero de 1983) fue un mafioso ítalo-estadounidense de la familia criminal Gambino de Nueva York. Lideró un grupo al que llamaban la "Pandilla DeMeo" (en inglés: "DeMeo crew") que se hizo famosa por los múltiples asesinatos cometidos y por la espeluznante forma en que se deshacían de los cadáveres, que se hizo conocida como el "método Géminis" (en inglés: "the Gemini Method"). La pandilla fue responsable de múltiples asesinatos, alrededor de 200, y la mayoría de ellos fueron cometidos por el mismo DeMeo.

## Primeros años
Roy Albert DeMeo nació el 7 de septiembre de 1940 en Flatlands, Brooklyn, en una familia inmigrante italiana procedente de Nápoles de clase trabajadora. Fue el cuarto de los cinco hijos de Eleanor (ama de casa) y Anthony DeMeo (un repartidor de una lavandería), DeMeo se graduó de la James Madison High School en 1959, durante su paso por la escuela empezó a ganar dinero con la usura. El economista Walter Block y el futuro candidato presidencial Bernie Sanders estaban entre sus compañeros de promoción. Entre las edades de 15 y 22, también trabajó en un colmado de la localidad donde se entrenó como aprendiz de carnicero. El hermano mayor de Roy, Anthony Frank "Chubby" DeMeo, fue un cabo del Cuerpo de Marines, y murió en acción en la guerra de Corea el 23 de abril de 1951 con 20 años de edad. Su padre murió de un ataque al corazón el 12 de diciembre de 1960 cuando Roy tenía 19 años y su madre regresó a Italia con el menor de los hermanos para vivir con parientes cerca de Nápoles.

## Carrera criminal

### Familia Gambino
Roy DeMeo fue inicialmente un asociado de la facción de Flatlands–Canarsie de la familia criminal Lucchese que controlaba las compañías de grúas, los basureros y el robo de vehículos en esos barrios de Brooklyn. Anthony Gaggi, un soldado de la familia criminal Gambino, conoció a DeMeo en 1966 y le dijo que podría ganar aún más dinero con su exitoso negocio si venía a trabajar directamente con los Gambino. Durante los últimos años 1960, los proyectos de crimen organizado de DeMeo aumentaron en dos frentes. Continuaba el negocio de la usura junto a Gaggi, e inició la formación de una pandilla de jóvenes involucrados en el robo de vehículos. Fue este grupo de criminales el que luego sería conocido en los bajos fondos y los círculos de oficiales de la ley como la "Pandilla DeMeo" (en inglés: "the DeMeo crew").
El primer miembro de la pandilla DeMeo fue el muchacho de 16 años Chris Rosenberg, quien conoció a DeMeo en 1966 cuando estaba vendiendo marihuana en un gasolinera en Canarsie. DeMeo le ayudó a aumentar su negocio y sus ganancias prestándole dinero para que pudiera negociar mayores cantidades. Para 1972, Rosenberg había presentado sus amigos a DeMeo y ellos también empezaron a trabajar para él. Los miembros adicionales de la pandilla llegaron a incluir a Joseph y Patrick Testa, Anthony Senter, Richard y Frederick DiNome, Henry Borelli, Joseph "Dracula" Guglielmo (primo de DeMeo), y luego, Vito Arena y Carlo Profeta. DeMeo se unió a una cooperativa de ahorro y crédito ese mismo año, ganando una posición en el directorio poco después. Utilizó esta posición para lavar el dinero que ganaba en sus actividades ilegales. También presentó colegas a la cooperativa para realizar negocios colaterales rentables, lavando el dinero de los narcotraficantes que llegaba a conocer. DeMeo también construyó su negocio de usura con fondos robados de las reservas de la cooperativa.
Los clientes de préstamos de DeMeo, aunque principalmente estaban en la industria automotor, pronto incluyeron otros negocios como dentistas, una clínica de abortos, restaurantes y mercadillos. También estaba registrado como empleado de una empresa de Brooklyn llamada S & C Sportswear Corporation, y frecuentemente le contaba a sus vecinos que trabajaba en la construcción, la venta de alimentos y el negocio de venta de coches de segunda mano. El subjefe de la familia criminal Bonanno Salvatore Vitale afirmó ante el FBI que en 1974 se le ordenó llevar el cadáver de un hombre recientemente asesinado a un garaje en Queens para que DeMeo se deshiciera del mismo.
A finales de 1974, un conflicto surgido entre la pandilla DeMeo y Andrei Katz, un joven propietario de un taller mecánico quien fue socio de DeMeo en una operación de autos robados, siguió escalando. En enero de 1975, Katz visitó la oficina del fiscal de distrito y voluntariamente proveyó de información que señalaba que Chris Rosenberg estaba muy involucrado en el robo de vehículos. DeMeo supo sobre la reunión inmediatamente después de que sucediera gracias a detectives de crímenes vehiculares que estaban en su rol de pagos. Roy ordenó al asociado de la pandilla Henry Borelli que contactara a una conocida, Babette Judith Questel, para que fuera utilizada como señuelo. En mayo, Katz apareció ante un gran jurado de Brooklyn y divulgó todo lo que sabía sobre las actividades ilegales de la pandilla DeMeo.
El 13 de junio de 1975, Questel fue utilizada para engañar a Katz y llevarlo a su departamento en Manhattan para lo que él pensaba que era una cita. A su llegada fue inmediatamente secuestrado por miembros de la pandilla DeMeo. Fue llevado al sector de carnes de un supermercado en Rockaway Beach, Queens, donde fue acuchillado varias veces en el corazón y la espalda con un cuchillo de carnicero. Luego de ser decapitado, la cabeza de Katz fue destrozada poniéndola en una máquina usada para compactar cajas de cartón. Las demás partes del cuerpo fueron puestas en bolsas de plástico y depositadas en los contenedores de basura del supermercado, donde serían descubiertas varios días después cuando un peatón caminando con su perro descubrió una de las piernas de Katz en una acera cerca de la tienda. La policía reportó a la prensa que había sucedido un asesinato espeluznante, brutal, pero esa fue toda la información que se dio. El cuerpo fue identificado como Andrei Katz dos días después tras el uso de registros dentales.

### Método Géminis
En los años 1970, DeMeo hizo que sus seguidores llegaran a ser una pandilla experimentada en el proceso de matar y desmembrar víctimas. Con la excepción de aquellos asesinatos que debían servir para mandar un mensaje a cualquiera que quisiera obstaculizar sus actividades criminales, o asesinatos en los que no había alternativa, se estableció un método de ejecución por DeMeo y su pandilla para asegurar que los cadáveres de sus víctimas fueran despachados rápidamente y desparecieran. El estilo de ejecución fue llamado el "Método Géminis" debido al "Gemini Lounge", el principal escondite de la pandilla DeMeo, así como el sitio donde la mayoría de las víctimas de la pandilla fueron asesinadas.
El proceso, tal como fue revelado por varios miembros de la pandilla y asociados que se convirtieron en testigos del gobierno a inicios de los años 1980, era llevar con engaños a la víctima a través de la puerta lateral del local y hacia el departamento en la parte trasera del edificio. En este punto, un miembro de la pandilla (casi siempre el mismo DeMeo según un testigo del gobierno que fue miembro de la pandilla llamado Frederick DiNome) se acercaría con una pistola con silenciador en una mano y una toalla en la otra, disparándole a la víctima en la cabeza y luego envolviendo la toalla alrededor de su cabeza como un turbante para evitar el flujo de sangre. Inmediatamente después, otro miembro de la pandilla (originalmente Chris Rosenberg, hasta su asesinato en 1979, según el testimonio de testigos del gobierno) acuchillaría a la víctima en el corazón para evitar que siguiera bombeando sangre y que esta continuara saliendo por la herida en la cabeza. Para entonces, la víctima ya estaba muerta y se le despojaría de la ropa y sería llevado al baño donde la sangre remanente se iba por el desagüe o se coagulaba dentro del cuerpo. De esta manera se evitaba el estropicio del siguiente paso, cuando miembros de la pandilla pondrían el cuerpo sobre plásticos puestos en el suelo del cuarto principal y procedían a desmembrarlo, cortando los brazos, piernas y cabeza.
Las piezas serían entonces puestas en bolsas, luego en cajas de cartón y enviadas al basurero de la Fountain Avenue en Brooklyn. Con tantas toneladas de basura tiradas cada día en el basurero, era prácticamente imposible que se descubrieran. Durante las primeras fases de trabajo del grupo que empezó a investigar a la pandilla a inicios de los años 1980, existió un plan de las autoridades para excavar secciones del basurero para ubicar restos de víctimas. El plan fue dejado de lado cuando se vio que era demasiado costoso y había pocas posibilidades de ubicar alguna evidencia significativa. El vertedero, opuesto al Complejo de Departamentos Starrett City en Pennsylvania Avenue en el predominantemente barrio afroamericano de East New York en Brooklyn, al otro lado del Belt Parkway, fue cerrado en 1985, y cubierto desde entonces haciendo que todas las señales, y olores, de que ahí existió un basurero desaparezcan. Hoy existe ahí un parque.
Algunas víctimas fueron asesinadas en otras formas por distintas razones. Algunas veces, sospechosos de ser informantes o aquellos que cometieron un acto de falta de respeto contra un miembro de la pandilla o sus superiores eran muertos y sus cuerpos dejados en las calles de Nueva York para que sirvieran como mensaje y advertencia. También hubo ocasiones donde no era posible engañar a la víctima para llevarla al Gemini Lounge, en cuyo caso se usaban otras localizaciones. Un bote propiedad de Richard DiNome fue utilizado en, al menos, una ocasión, para deshacerse de los restos.

### Carrera criminal posterior
En la segunda mitad de 1975, DeMeo se convirtió en un socio secreto de un establecimiento de prostitución y peep show en Bricktown, Nueva Jersey luego de que el dueño del negocio no pudiera pagar sus préstamos. DeMeo también empezó entonces a negociar con cintas de bestialismo y pornografía infantil, que vendía a su establecimiento en Nueva Jersey así como a las conexiones que tenía en Rhode Island. Cuando Gaggi descubrió su involucramiento en tales metrajes tabú, le ordenó detenerse bajo amenaza de matarlo. Sin embargo, DeMeo desafió la orden y continuó la práctica. Gaggi no atacó y, según su sobrino Dominick Montiglio, el tema nunca más fue tocado mientras DeMeo continuó pagándole a Gaggi. DeMeo también negoció con narcóticos a pesar de la expresa prohibición de hacerlo hecho por la familia Gambino. Financió una importante operación de importación de marihuana colombiana, que fue descargada de un carguero escondido y vendida en varias tiendas de autos en Canarsie, y también vendió cocaína desde el Gemini Lounge.
Para finales de 1975, DeMeo era objeto de una investigación del Servicio de Impuestos Internos de los Estados Unidos (IRS) por sus ingresos. Meses antes, la Cooperativa de Ahorro y Crédito de Brooklyn había sido llevada a la quiebra como resultado del manejo de sus finanzas por parte de DeMeo y sus colegas. Como resultado, DeMeo renunció a la cooperativa. Antes de que se pudiera formalizar una denuncia en su contra, utilizó declaraciones juradas falsas de negocios que eran propiedad de amigos y conocidos señalando que él estaba en sus plantillas como empleado. Estas declaraciones juradas sirvieron para acreditar parte de sus ingresos, permitiéndole llegar a un acuerdo con la IRS.
Las fuentes de ingresos de DeMeo, así como de su pandilla, continuaron creciendo. Para julio de 1976, DeMeo añadió una firma de automóviles de nombre "Team Auto Wholesalers" entre sus clientes de préstamos. El propietario, Matthew Rega, también compraba vehículos robados por la pandilla y los vendía en una tienda en Nueva Jersey de su propiedad. También se involucró en el secuestro de camiones desde el Aeropuerto Internacional John F. Kennedy. Su pandilla ahora incluía a Edward "Danny" Grillo, un secuestrador de camiones que había sido liberado de prisión.
En el otoño de 1976, la familia Gambino atravesó grandes cambios cuando su jefe Carlo Gambino murió de causas naturales. Paul Castellano fue nombrado jefe y Aniello Dellacroce mantuvo la posición de subjefe. Las implicaciones de esto fueron dobles para DeMeo. Gaggi fue elevado a la posición de caporegime, tomando el control de los hombres que previamente eran encabezados por Castellano. Esta promoción fue beneficiosa para DeMeo, cuyo mentor ahora estaba aún más cerca al liderazgo de la familia. Otra ventaja era que con la muerte de Gambino, nuevos asociados podían ser elegidos para ser miembros de la familia.
Castellano no "abrió los libros" inmediatamente para recibir nuevos miembros, optando en cambio con promover a los miembros existentes y cambiar a los líderes de las pandillas. También supuestamente se opuso a la idea de DeMeo siendo introducido a la familia. Castellano se dedicaba a los crímenes de guante blanco y miraba con desprecio a los miembros callejeros como DeMeo. Adicionalmente, Castellano sintió que DeMeo era incontrolable. Los intentos de Gaggi de persuadir a Castellano para introducir a DeMeo a la familia fueron continuamente rechazados. Para 1977, DeMeo se distrajo con esta situación y buscó oportunidades que pudieran generar mayores ganancias para sus superiores.

### La alianza con los Westies y Rosenberg
DeMeo aseguró su introducción a la familia Gambino tras formar una alianza con la pandilla irlandesa-estadounidense llamada the Westies. El líder de una pandilla irlandesa rival, Mickey Spillane, estaba causando demoras a la construcción del Jacob K. Javits Convention Center, para frustración del jefe Gambino Paul Castellano, quien tenía interés en el proyecto. Luego del asesinato nunca resuelto de Spillane en mayo de 1977, el líder de los Westies James Coonan asumió el control de los garitos de la mafia irlandesa en el West Side de Manhattan. DeMeo, sintiendo que se abría una oportunidad para crear una gran fuente de ingresos para la familia Gambino, persuadió a Gaggi a considerar una asociación con los Westies. Poco después, Coonan y su segundo al mando Mickey Featherstone fueron citados a una reunión con Castellano, en la que aceptaron convertirse en un brazo de facto de la familia Gambino y compartir el 10 por ciento de todas las ganancias. A cambio, los Westies podrían ser exclusivos a varios negocios lucrativos de sindicatos o participar en asesinatos por contrato para la familia.
Fue su rol protagónico en la alianza Westie/Gambino lo que convenció a Castellano de darle a DeMeo su "medalla", o introducirlo formalmente a la familia. DeMeo fue "hecho" a mediados de 1977 y fue puesto al cargo de encabezar todos los negocios de la familia con los Westies. Se le ordenó obtener permiso antes de cometer cualquier asesinato y de evitar negociar con drogas. La pandilla de DeMeo, sin embargo, continuó vendiendo grandes cantidades de cocaína, marihuana y varias píldoras narcóticas. DeMeo también continuó cometiendo asesinatos sin autorización como el doble homicidio en 1977 de Johnathan Quinn, un ladrón de coches sospechoso de cooperar con fuerzas de la ley, y Cherie Golden, la novia de Quinn de sólo 19 años de edad. La pandilla de DeMeo tiraron los cuerpos en ubicaciones donde serían descubiertos para que sirvieran como una advertencia para quienes quisieran colaborar con las autoridades.
En 1978, Frederick DiNome, antiguo chofer de DeMeo, se unió a la pandilla. DeMeo y su pandilla asesinaron a Edward Grillo, quien había asumido una gran deuda con DeMeo y se creía que podía ser susceptible de coerción policial. Grillo, quien fue desmembrado y dispuesto como muchas de las víctimas de la pandilla, fue el primer caso conocido de disciplina interna en la pandilla.
El siguiente miembro en ser asesinado fue Rosenberg, quien había realizado un negocio de drogas con un cubano que vivía en Florida y luego lo asesinó a él y a sus asociados cuando viajaron a Nueva York para cerrar la venta. El cubano tenía conexiones con un cartel de drogas cubano, aumentando la posibilidad de violencia entre la familia Gambino y los cubanos a menos que Rosenberg fuera asesinado. DeMeo ordenó que lo mataran pero demoró semanas. Durante este periodo, DeMeo cometió su asesinato más conocido. La víctima fue un estudiante universitario sin vínculos criminales llamado Dominick Ragucci, quien estaba pagando sus estudios como vendedor puerta a puerta. DeMeo vio a Ragucci estacionado afuera de su casa en Massapequa Park, Long Island y asumió que era un asesino cubano. DeMeo y los miembros de su pandilla Joseph Guglielmo y Freddy DiNome persiguieron a Ragucci a lo largo de once kilómetros a través de la Ruta 110 a través de Amityville y Farmingdale, luego de lo cual el estudiante fue disparado por DeMeo. Después de regresar a su casa y reunir a su familia, DeMeo condujo fuera de Long Island y los dejó en un hotel en la parte norte del Estado de Nueva York por dos semanas. Según Albert, hijo de DeMeo, empezó a llorar cuando descubrió que había asesinado a un adolescente inocente y no comió por varios días después de eso. La ejecución pública de Ragucci también puso en riesgo la relación de DeMeo con su esposa Gladys, quien hasta entonces había ignorado las actividades criminales de su esposo.
Gaggi se enfureció con el asesinato de Ragucci, y ordenó a DeMeo matar a Rosenberg antes de que hubiera otras víctimas inocentes. El 11 de mayo de 1979, Rosenberg se presentó en el Gemini para la habitual reunión de la pandilla de los viernes por la noche. Poco después de su llegada, DeMeo disparó rápidamente una sola bala a la cabeza del desprevenido Rosenberg. El usualmente frío DeMeo dudó cuando Rosenberg, aún vivo, logró levantarse y arrodillarse en el piso, pero Anthony Senter se movió y lo remató con cuatro tiros en la cabeza. A diferencia de Grillo, el cuerpo de Rosenberg no fue desmembrado o desaparecido. Los cubanos habían demandado que su asesinato saliera en los periódicos. Los hombres de DeMeo pusieron el cadáver de Rosenberg en su automóvil y lo dejaron al lado del Cross Bay Boulevard, cerca del Refugio de vida silvestre de Jamaica Bay en Broad Channel, Queens para que lo encontraran. Albert DeMeo luego contó que el asesinato de Rosenberg afectó profundamente a su padre, y que cuando DeMeo llegó a casa luego del crimen, fue a su estudio y no salió por dos días. Luego del asesinato de Rosenberg, DeMeo pasó seis semanas escondiéndose con Guglielmo en una casa segura cerca de la calle 42 en Times Square, Manhattan, dejándose crecer la barba y disfrazándose con una gorra de béisbol y gafas de sol cuando salía al público.

### Operación Empire Boulevard
A mediados de 1979, DeMeo empezó a expandir sus negocios, en particular el robo de vehículos que pronto se convirtió en el más grande en la historia de Nueva York. Llamada "Operación Empire Boulevard" por los agentes del FBI, la operación consistió en el robo de cientos de autos que eran embarcados en el puerto de Newark, Nueva Jersey hacia Kuwait y Puerto Rico. DeMeo juntó un grupo de cinco socios activos en la operación, todos de los cuales ganaban aproximadamente 30,000 dólares cada semana. Además de automóviles robados, DeMeo también embarcaba cigarrillos y revistas pornográficas al Medio Oriente, donde eran especialmente codiciadas por los musulmanes fundamentalistas.
Además de los socios activos, otros asociados y miembros de la pandilla realizaban el robo de los automóviles de las calles de Nueva York. Entre estos asociados estaba Vito Arena, un antiguo ladrón de autos y asaltante a mano armada que empezó a trabajar con DeMeo en 1978 luego de asesinar a su antiguo socio. Al igual que DiNome, Arena se involucró cercanamente con la pandilla DeMeo para fines de los años 1970. En 1979, el grupo casi fue detenido por un vendedor de autos legítimo que amenazó con informar a la policía. Fue asesinado junto con un conocido no vinculado antes de que pudiera entregar información a las autoridades.

### Asesinato de Eppolito
A fines de 1979, DeMeo y Nino Gaggi se vieron involucrados en un conflicto con James Eppolito y James Eppolito Jr., dos miembros hechos de la familia Gambino. Ellos eran el tío paterno y el primo, respectivamente de un antiguo detective corrupto de la Policía de Nueva York, Louis Eppolito, cuyo padre, Ralph, hermano de James Sr., fue también miembro de la familia Gambino.
James Eppolito se reunió con Paul Castellano y acusó a DeMeo y a Gaggi de narcotráfico, lo que implicaba la pena de muerte. Castellano, de quien Gaggi era un aliado cercano, tomó partido contra Eppolito en la situación y le dio permiso a Gaggi para hacer lo que le plazca. Él y DeMeo dispararon a los dos en el automóvil de Eppolito Jr. cuando iban hacia el Gemini Lounge el 1 de octubre de 1979. Un testigo que conducía cuando se hicieron los disparos alertó a un oficial de policía quien arrestó a Gaggi luego de un tiroteo entre los dos que dejó a Gaggi con un herida de bala en el cuello. Toda vez que DeMeo se había separado de Gaggi y abandonado la escena, no fue arrestado ni identificado por el testigo. Gaggi fue acusado de asesinato y del intento de asesinato de un oficial de policía pero a través de la corrupción del jurado, fue condenado sólo por ataque y recibió una condena de 5 a 15 años en una prisión federal. DeMeo asesinó al testigo poco después de la acusación contra Gaggi en marzo de 1980.
La Operación Empire Boulevard continuó expandiéndose durante 1979 y 1980 hasta que el almacén que servía como su cuartel general fue objeto de una redada por agentes de la rama de Newark del FBI en el verano de 1980. El FBI había estado vigilando el almacén y algunos de los hombres que descargaban vehículos ahí y obtuvo rápidamente una orden de registro. Henry Borelli y Frederick DiNome fueron arrestados en mayo de 1981 por sus papeles en la operación, pero no hubo suficiente evidencia para arrestar a ningún otro socio activo. DeMeo ordenó a Borelli y DiNome declararse culpables de los cargos en la esperanza de que ello detuviera cualquier posterior investigación de sus actividades por parte del FBI u otras agencias de la ley.

### Caída y asesinato

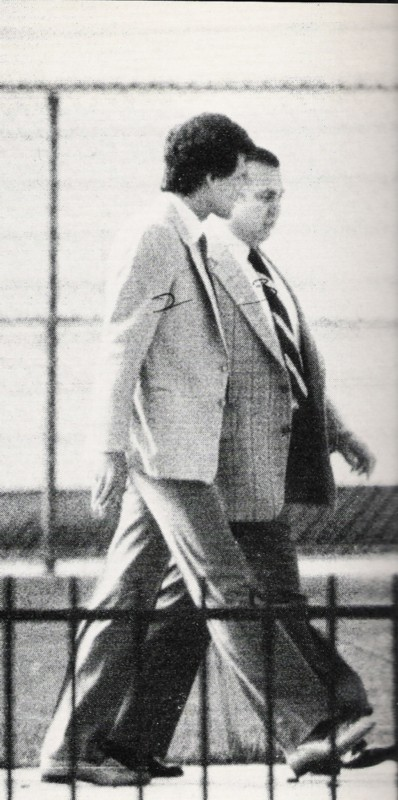
DeMeo (derecha) en una foto de vigilancia de 1982 con Joseph Testa (izquierda), a quien los fiscales describen como la "mano derecha" de DeMeo.

Para 1982, el FBI estaba investigando el gran número de personas desaparecidas y asesinadas que estaban vinculadas a DeMeo o que habían sido vistas entrando al Gemini Lounge. Alrededor de ese tiempo, un micrófono del FBI en la casa del capo de la familia Gambino Angelo Ruggiero registró una conversación entre Ruggiero y Gene Gotti, uno de los hermanos de John Gotti. En la conversación, se discutía que Paul Castellano había ordenado el asesinato de DeMeo, pero tenía dificultades en encontrar alguien que quiera hacer el trabajo. Gene Gotti mencionó que su hermano, John, era cauteloso de tomar el encargo ya que DeMeo tenía un "ejército de asesinos" alrededor suyo. También se mencionó en esa conversación que, en ese momento, John había matado menos de 10 personas, mientras que DeMeo había matado 37 que ellos supieran. Según el desertor Sammy Gravano, eventualmente el encargo fue dado a Frank DeCicco, pero este y su pandilla no pudieron acercarse a DeMeo. DeCicco supuestamente entregó el encargo a los propios hombres de DeMeo.
El hijo de DeMeo, Albert, escribió que en sus últimos días, DeMeo estaba paranoico y sabía que podía ser asesinado pronto. En sus últimos días, DeMeo utilizaba un abrigo de cuero con una escopeta escondida debajo. DeMeo consideraba fingir su propia muerte haciendo que su propio hijo le disparase y permaneciendo oculto. El 10 de enero de 1983, DeMeo fue a la casa del miembro de su pandilla Patty Testa para reunirse con sus hombres. Esa noche, no llegó a la fiesta de cumpleaños de su hija Dione, lo que hizo que su familia empezara a sospechar. Albert DeMeo luego encontró los efectos personales de Roy como su reloj, su billetera y su anillo en su estudio y un panfleto católico. Diez días después, el 20 de enero, el Cadillac Coupe DeVille de DeMeo fue descubierto en el estacionamiento del Veruna Boat Club en Sheepshead Bay, Brooklyn. El auto fue remolcado a una comisaría de policía cercana donde fue registrado por detectives de la oficina de Crimen Organizado. El cadáver parcialmente congelado de DeMeo fue encontrado en el maletero con una lámpara de araña encima. Había sido disparado varias veces en la cabeza y tenía una herida de bala en la mano, se asumió por la policía que esa era una herida de defensa causada cuando sus asesinos le dispararon.
El grupo que investigaba a la pandilla DeMeo teorizó que DeMeo fue engañado de una manera similar a como él asesinó a Rosenberg, y que Gaggi, Testa y Senter estuvieron presentes cuando fue asesinado. En abril de 1984, el soldado de la familia criminal Colombo Ralph Scopo fue escuchado explicando a un asociado que DeMeo fue asesinado por su propia familia debido a que ellos sospechaban que no sería capaz de soportar los cargos legales que resultarían de su operación de robo de vehículos. Según Scopo, Castellano también "tenía que ponerlo afuera" porque "estaba loco y tenía pelotas de hierro". Albert DeMeo cree que su padre fue asesinado por miembros de su propia pandilla.

## Consecuencias
En 1984, una denuncia por 78 cargos fue presentada contra 24 acusados incluyendo los miembros sobrevivientes de la pandilla DeMeo, el capo Nino Gaggi, y el jefe de la familia Gambino Paul Castellano. Los cargos estaban relacionados con robo de autos, racketeering, y narcotráfico. Paul Castellano fue acusado del asesinato de DeMeo y de otros delitos, pero fue asesinado en diciembre de 1985 mientras estaba en libertad bajo fianza en medio de su primer juicio. El asesinato fue ordenado por John Gotti, quien entonces se convirtió en el nuevo jefe de la familia Gambino. Luego de la muerte de Castellano, Nino Gaggi se convirtió en el principal acusado pero él también murió poco después de causas naturales. En marzo de 1986, seis acusados fueron encontrados culpables, con Henry Borelli y otra persona encontrados culpables de dos cargos de asesinato. Fueron declarados culpables de asesinar a dos personas quienes amenazaron con exponer el esquema de robo de autos. En junio de 1989, nueve miembros adicionales, incluyendo a Anthony Senter y Joseph Testa, fueron declarados culpables. Durante la lectura de sentencia, Senter y Testa recibieron cadenas perpetuas por asesinato con 20 años adicionales por racketeering. El fiscal William Mack Jr. dijo "La pandilla de Roy DeMeo es la pandilla más violenta jamás juzgada en una corte federal hasta donde tengo conocimiento" y dijo que DeMeo "estaba involucrado en todo tipo de asesinatos".
Las penas fueron obtenidas en gran parte debido al testimonio de los antiguos miembros de la pandilla Frederick DiNome y Dominick Montiglio, así como de Vito Arena. Montiglio desertó cuando supo que se había ordenado su asesinato y puesto en el programa de protección de testigos por 20 años. Richard DiNome fue asesinado en 1984. Frederick DiNome murió después se dijo que fue un suicidio. Vito Arena abandonó Nueva York en 1989 luego de cumplir seis años de una condena de dieciocho gracias a su testimonio. Fue asesinado en un asalto en 1991 en Texas. El Gemini Lounge se convirtió en una iglesia.

## En la cultura popular
DeMeo es el sujeto del libro de 1992 Murder Machine escrito por Jerry Capeci y Gene Mustaine. El hijo de Roy DeMeo, Albert, también escribió un libro sobre su vida titulado For the Sins of My Father, publicado en el 2002. DeMeo es interpretado por Michael A. Miranda en la película del 2001 Boss of Bosses. Ray Liotta lo interpreta en la película del 2012 que adaptó el libro de Anthony Bruno sobre Richard Kuklinski, The Iceman: The True Story of a Cold-Blooded Killer.

## Vida personal
Roy DeMeo se casó con Gladys Rosamond Brittain (13 de febrero de 1939 – 7 de septiembre del 2002) en 1960.  En 1966, DeMeo se mudó a una casa en Massapequa, Long Island, donde vivió con su esposa y sus tres hijos: un varón y dos mujeres. DeMeo fue criado católico, pero dejó de practicar la religión de adulto. Sus hijos fueron criados en la fe luterana de su esposa. Según todas las fuentes, era un hombre de familia devoto. Describiendo su niñez, el hijo de Roy, Albert dijo "Crecí en una familia muy normal."
Albert DeMeo se convirtió en agente de bolsa, pero tuvo una crisis nerviosa luego de la publicación del libro Murder Machine en 1992. Fue diagnosticado con trastorno por estrés postraumático. Una de las hijas de Roy se hizo diseñadora de moda y la otra, médico.